# Candy (canção de Aggro Santos)
"Candy" é o single de estreia do rapper anglo-brasileiro Aggro Santos. A música foi produzida por Quiz & Larossi e co-escrita por Santos, Josef Larossi, Andreas Romdhane e Viktoria Hansen, além de contar também com a ex-Pussycat Doll Kimberly Wyatt. Foi lançado em 2010 como o primeiro single do álbum de estúdio AggroSantos.com, de Santos .
A música foi apreciada de forma crítica, com os revisores elogiando o seu refrão e as batidas de synthpop associadas a ela. A canção atingiu o número cinco na UK Singles Chart e onúmero 14 na República da Irlanda. O videoclipe da música retratou Santos e Wyatt sofrendo um raio UV em um clube.

## Antecedentes e composição
Em uma entrevista, perguntaram a Wyatt como ela colaborou com Aggro Santos. Ela explicou: "Eu estava trabalhando em um estúdio aqui em Londres com [produtores] Red Rhythm, e eles me contaram sobre Aggro e seus seguidores underground, então eu pesquisei sobre ele e sua música e realmente cavei sua vibe, e apenas pensei, 'Por que não?', Eu me encontrei com Aggro para uma sessão de escrita e nos demos muito bem, então alguns dias depois ele me mostrou 'Candy' e eu achei que soava como um grande sucesso, então quando ele perguntou se eu daria alguns vocais para ele, claro que eu disse sim".
"Candy" é escrito por Aggro Santos, Josef Larossi, Andreas Romdhane, Viktoria Hansen. Tem elementos de batidas de David Guetta com sons de sintetizadores. O refrão das músicas se refere à marca on-line. Quando perguntaram a Santos o que "Candy" significa, ele disse: "Significa vem chegar mais perto, venha "Candy" é metafórico para algo que eu não direi nesta entrevista!." Amy Dawson do Metro observou que Santos e Wyatt trocam uma "réplica romântica".

## Recepção

### Recepção critica
Robert Copsey da Digital Spy deu a música 4 de cinco estrelas dizendo: "Santos fornece muitas letras desonestas ("Garota que você parece familiar, você me parece familiar, de onde eu te conheço?, Você já me visitou no aggrosantos.com?" ), mas tudo é perdoado quando a pista atinge seu gancho Kimbo-crooned, que fornece uma explosão satisfatória de emaranhado eletrônico sobre uma pulsante, batida de David Guetta." Fraser McAlpine da BBC disse que ele gostava dos " os ruídos engraçados do sintetizador e o grunhido no refrão - é a marca on-line." 'Aggro Santos.com' recebe uma verificação de nome, assim como Facebook, que é o tipo de Marketing indireto usado por Lady Gaga em seus vídeos. Também é algo que todos deveriam adiar se quisermos que o negócio da música com pouco dinheiro continue no século sem desaparecer em uma nuvem de poeira binária. Jon O'Brien da AllMusic elogiou "Candy" descrevendo-a como "gloriosamente contagiante [canção de] Lady Gaga".

### Comercial
No Reino Unido, a canção estreou em número cinco na parada de singles do Reino Unido em 9 de maio de 2010 - na a semana que terminou em 15 de maio de 2010. Permaneceu nesse pico por duas semanas consecutivas. "Candy" foi certificado com prata pela British Phonographic Industry (BPI) pelas mais de 200.000 cópias comercializadas do single. Na Irlanda, a canção estreou no número quarenta e quatro no Irish Singles Chart na data de 6 de maio de 2010 e, em seguida, atingiu quatorze na sexta semana no gráfico. Em 6 de fevereiro de 2011, a canção voltou a entrar no número 81 na UK Singles Chart. Isso marca Wyatt como a segunda Pussycat Doll, depois de Nicole Scherzinger, a entrar em uma parada da Grã-Bretanha como artista solo.

### Vídeo de música
O vídeo da música foi dirigido por Emil Nava e estreou em 21 de setembro de 2010 no VidZone, onde apenas os usuários do PlayStation 3 podiam assistir em certos territórios. O lançamento completo do vídeo foi no dia seguinte, quando Aggro Santos postou o vídeo em sua conta oficial do YouTube. O videoclipe foi filmado sob a estação London Bridge, onde o enredo principal do vídeo centrou-se em torno de uma luta de água um raio UV. Sobre o vídeo, o diretor [Emil Nava] disse:

"Ter um UV estanque é algo que eu tenho pensado por um tempo. [...] sempre amei o UV e queria experimentar algo diferente com ele. Filmamos em um local frio sob os arcos da ponte de Londres. Muitos dos figurantes eram fãs, então eles estavam lá de graça e, por sorte, todos estavam realmente prontos para isso. Foi um prazer dirigir a Pussycat Doll como ela foi uma verdadeira profissional. O Aggro também trouxe seu próprio sabor, o que eu sinto que funciona muito bem com o estilo dela. Toda a produção trabalhou arduamente. Eu espero que vocês gostem."

## Faixas
| Candy: Extended play |                              |         |  |
| N.º                  | Título                       | Duração |  |
| 1.                   | "Candy" (Radio Edit)         | 3:00    |  |
| 2.                   | "Candy" (Crazy Cousin Remix) | 4:05    |  |
| 3.                   | "Candy" (Tweakz Remix)       | 3:50    |  |

## Desempenho nas tabelas musicais e certificações
| Chart (2010)                          | Maior posição |
| ------------------------------------- | ------------- |
| Escócia (Scottish Singles Chart)      | 4             |
| Europa (European Hot 100 Singles)     | 20            |
| Irlanda (IRMA)                        | 14            |
| Letônia (European Hit Radio)          | 20            |
| Polónia (ZPAV)                        | 5             |
| Reino Unido (UK Singles Chart)        | 5             |
| Reino Unido (Singles Downloads Chart) | 4             |

| País (Empresa) | Certificação |
| --- | ------------ |
| Reino Unido (BPI) | prata        |
| *vendas baseadas apenas na certificação ^distribuições baseadas apenas na certificação ‡dados de streaming baseados somente em certificação |              |

## Histórico de lançamento
| País      | Data                | Formato          | Gravadora(s)    |
| --------- | ------------------- | ---------------- | --------------- |
| Austrália | 2 de maio de 2010   | Download digital | Mercury Records |
| Bélgica   | 2 de maio de 2010   | Download digital | Mercury Records |
| Irlanda   | 2 de maio de 2010   | Download digital | Universal Music |
| Alemanha  | 11 de junho de 2010 | Download digital | Mercury Records |
| Suíça     | 11 de junho de 2010 | Download digital | Mercury Records |
| Brasil    | 24 de junho de 2010 | Download digital | Universal Music |